# Benjamin Nygren
Erik Benjamin Nygren (Gotemburgo, 8 de julio de 2001) es un futbolista sueco que juega de delantero en el Celtic F. C. de la Scottish Premiership.

## Trayectoria
Empezó a jugar al fútbol en el Utbynäs SK cuando tenía 5-6 años. A los 12 años, en 2013, fichó por el IFK Göteborg. Tras impresionar en las categorías inferiores, Nygren debutó con el primer equipo del IFK Göteborg en un partido amistoso contra el Örgryte IS el 24 de marzo de 2018. Dos meses después de su debut, en mayo de 2018, firmó su primer contrato profesional con el Gotemburgo -un acuerdo hasta finales de 2020-, rechazando a clubes extranjeros como el Manchester City, el Bayern de Múnich o el Inter de Milán. El nuevo contrato también supuso su ascenso a la plantilla del primer equipo.
Su debut oficial con el Goteborg se produjo contra el Torns IF en la Copa de Suecia el 23 de agosto de 2018, cuando hizo una breve aparición en la victoria por 4-0. Antes de que acabara la temporada también debutó en la Allsvenskan en un partido contra el Djurgårdens IF Fotboll el 31 de octubre de 2018 - y acabó teniendo minutos de juego en los tres últimos partidos de la temporada. En el siguiente partido contra el Malmö FF, tuvo una oportunidad desde el principio y también fue titular en el último partido de la temporada contra el Örebro SK, marcando dos goles en la victoria por 3-1 del Goteborg.
El 20 de junio de 2019 fichó por el K. R. C. Genk en un acuerdo récord por una cantidad cercana a los cinco millones de euros. Firmó un contrato hasta junio de 2024. Debutó con el Genk en una victoria en la Supercopa de Bélgica contra el K. V. Malinas el 20 de julio de 2019. También marcó el primer gol del Genk en su debut en casa, el 27 de julio, en la victoria por 2-1 sobre el K. V. Kortrijk.
Para conseguir más tiempo de juego y experiencia fue cedido al S. C. Heerenveen el 6 de octubre de 2020 por dos temporadas. En su primera temporada marcó siete goles en 32 partidos (16 de titular y 16 desde el banquillo). Ya después de la primera temporada, se habló de que estaba a punto de salir del club porque no estaba teniendo suficiente tiempo de juego, pero acabó quedándose y empezó la temporada 2021-22 fuera en el club neerlandés.
El 30 de enero de 2022 finalizó su cesión al Heerenveen y fichó por el F. C. Nordsjælland de la Superliga de Dinamarca hasta finales de 2025.
El 27 de junio de 2025, tras haber marcado quince goles en la temporada anterior, fue traspasado al Celtic F. C. y firmó por cinco años.

## Estadísticas

### Clubes
Actualizado al último partido disputado el 11 de mayo de 2025.
| Club                            | Div.          | Temporada     | Liga  | Liga  | Liga   | Copas nacionales | Copas nacionales | Copas nacionales | Copas internacionales | Copas internacionales | Copas internacionales | Total | Total | Total  |
| Club                            | Div.          | Temporada     | Part. | Goles | Asist. | Part.            | Goles            | Asist.           | Part.                 | Goles                 | Asist.                | Part. | Goles | Asist. |
| ------------------------------- | ------------- | ------------- | ----- | ----- | ------ | ---------------- | ---------------- | ---------------- | --------------------- | --------------------- | --------------------- | ----- | ----- | ------ |
| IFK Göteborg · Suecia           | 1.ª           | 2017-18       | 3     | 2     | 0      | 0                | 0                | 0                | ―                     | ―                     | ―                     | 3     | 2     | 0      |
| IFK Göteborg · Suecia           | 1.ª           | 2018-19       | 12    | 4     | 4      | 4                | 0                | 0                | ―                     | ―                     | ―                     | 16    | 4     | 4      |
| IFK Göteborg · Suecia           | Total club    | Total club    | 15    | 6     | 4      | 4                | 0                | 0                | 0                     | 0                     | 0                     | 19    | 6     | 4      |
| K. R. C. Genk · Bélgica         | 1.ª           | 2019-20       | 2     | 1     | 0      | 2                | 0                | 0                | ―                     | ―                     | ―                     | 4     | 1     | 0      |
| K. R. C. Genk · Bélgica         | 1.ª           | 2020-21       | 3     | 0     | 0      | 0                | 0                | 0                | ―                     | ―                     | ―                     | 3     | 0     | 0      |
| K. R. C. Genk · Bélgica         | Total club    | Total club    | 5     | 1     | 0      | 2                | 0                | 0                | 0                     | 0                     | 0                     | 7     | 1     | 0      |
| S. C. Heerenveen · Países Bajos | 1.ª           | 2020-21       | 28    | 4     | 2      | 4                | 3                | 2                | ―                     | ―                     | ―                     | 32    | 7     | 4      |
| S. C. Heerenveen · Países Bajos | 1.ª           | 2021-22       | 17    | 0     | 1      | 2                | 0                | 0                | ―                     | ―                     | ―                     | 19    | 0     | 1      |
| S. C. Heerenveen · Países Bajos | Total club    | Total club    | 45    | 4     | 3      | 6                | 3                | 2                | 0                     | 0                     | 0                     | 51    | 7     | 5      |
| F. C. Nordsjælland Dinamarca    | 1.ª           | 2021-22       | 12    | 1     | 0      | 0                | 0                | 0                | ―                     | ―                     | ―                     | 12    | 1     | 0      |
| F. C. Nordsjælland Dinamarca    | 1.ª           | 2022-23       | 25    | 3     | 1      | 6                | 3                | 2                | ―                     | ―                     | ―                     | 31    | 6     | 3      |
| F. C. Nordsjælland Dinamarca    | 1.ª           | 2023-24       | 20    | 6     | 1      | 3                | 1                | 0                | 9                     | 5                     | 0                     | 32    | 12    | 1      |
| F. C. Nordsjælland Dinamarca    | 1.ª           | 2024-25       | 28    | 14    | 2      | 2                | 1                | 0                | ―                     | ―                     | ―                     | 30    | 15    | 2      |
| F. C. Nordsjælland Dinamarca    | Total club    | Total club    | 85    | 15    | 12     | 12               | 5                | 2                | 9                     | 5                     | 0                     | 105   | 33    | 6      |
| Total carrera                   | Total carrera | Total carrera | 134   | 35    | 11     | 23               | 8                | 4                | 9                     | 5                     | 0                     | 166   | 48    | 15     |